# H.A.T.E.U.
H.A.T.E.U. (аббревиатура от «Having a Typical Emotional Upset») — песня, написанная американской певицей Мэрайей Кэри, Кристофером «Tricky» Стюартом и Териусом «The-Dream» Нэшем для двенадцатого студийного альбома Мэрайи, «Memoirs of an Imperfect Angel». Официальная дата добавления песни на радиостанции Соединённых Штатов — 3 ноября 2009 года, является третьим и последним синглом альбома.
22 октября 2009 года песня дебютировала на 76 месте в чарте Hot R&B/Hip-Hop Songs, на полторы недели раньше официального релиза.

## Истоки
«H.A.T.E.U.» — нежная и печальная баллада, сюжет которой вращается вокруг ненависти и любви.
На официальном канале YouTube в промовидео певица говорила: ««H.A.T.E.U.» — одна из первых песен, написанных для альбома. Я думаю песня способна задеть сердца многих людей, потому что... Каждый из нас любил кого-нибудь, но когда вас разлюбят, а вы не можете, то фраза Я не могу ждать, чтобы ненавидеть тебя — сильное утверждение».

## Ремикс
Официальный ремикс песни должен был появиться на тринадцатом студийном альбоме/втором сборнике ремиксов «Angels Advocate», но альбом был отменен. В создании ремикса принимали участие: Big Boi — рэпер из Атланты, Gucci Mane (так же появлялся в ремиксе «Obsessed») и OJ da Juiceman. Продюсер ремикса Джермейн Дюпри использовал для песни семпл «My Boo» афроамериканской хип-хоп группы Ghost Town DJ's.

## Музыкальное видео
Музыкальное видео было снято 4 ноября 2009 года на пляже Малибу в Калифорнии. Режиссёром видео стал Бретт Ратнер, ранее он работал над такими видеоклипами певицы, как «Obsessed», «Touch My Body», и «We Belong Together». Премьера видео состоялась 8 декабря 2009 года на музыкальном сайте VEVO.com. В видео использована радиоверсия песни продолжительностью 3 минуты 12 секунд.
32-секундная дополнительная версия музыкального видео просочилась в интернет в январе 2010 года. Эта версия показывает заключительную часть песни, где Мэрайя Кэри поет в некой комнате высокого здания, сила её высоких нот заставляет различные вещи в городе разбиваться. В отличие от альбомного варианта песни, дополнительная версия не затихает в конце, а показывает полностью последний куплет.

## Список композиций
Промо CD-R
1. H.A.T.E.U. (Radio Edit) — 3:17
2. H.A.T.E.U. (Instrumental) — 4:34

## Позиции в чартах
До официального добавления сингла на радио, «H.A.T.E.U.» дебютировал в чарте Hot R&B/Hip-Hop Songs на 76 месте из-за востребованности песни на радиостанциях. Благодаря дебюту «H.A.T.E.U.» Мэрайя стала одной из пяти певиц, которым удалось войти в чарт 50 раз за всю его историю. Кроме Мэрайи в этом списке находятся Арета Франклин, Мэри Джей Блайдж, Дайана Росс и Дайон Уорик. Песня достигла максимума на 72 строчке чарта Hot R&B/Hip-Hop Songs и не смогла войти в Hot 100.
| Чарт (2009)              | Высшее место |
| ------------------------ | ------------ |
| US Hot R&B/Hip-Hop Songs | 72           |

## Хронология релиза
| Страна                    | Дата          |
| ------------------------- | ------------- |
| Соединённые Штаты Америки | 3 ноября 2009 |